# Митридат II од Партије
Митридат II (грч. Μιθριδάτης, пар. 𐭌𐭄𐭓𐭃𐭕 Mihrdāt; Ниса, вероватно не после 140. п. н. е. — Ктесифон, око 88. п. н. е.), познат као Митридат II Велики, био је краљ Партије од 124. п. н. е. до око 88. п. н. е. Током његове владавине побеђени су спољни непријатељи: номадска племена која су угрожавала царство више од десет година и Јерменија која је стављена под врховну власт Партије. Такође, успостављени су дипломатски односи са Кином који су довели до стварања Пута свиле, који ће Партском царству донети вековни просперитет. Услед свега овога, његова владавина је остала упамћена као златно доба Партије. Током Митридатове владавине остварени су и први директни контакти са Римом.

## Порекло и владавина
Митридат је рођен у Ниси као син Артабана, тада још увек само принца из династије Арсакида. Одлучне војне интервенције које је предузео Митридат на почетку своје владавине указују на то да је пунолетан преузео партски престо, тако да је највероватније рођен пре 140. п. н. е. када се на престолу налазио његов стриц Митридат I. На престолу је наследио свог оца после његове погибије 124. п. н. е. у борби против номадских племена која су упадала на територију царства.
Митридат је на самом почетку владавине победио иста та племена, осветивши се за поразе које су од њих трпели његови претходници Артабан и Фраат II. Ове победе су биле нарочито значајне јер су обезбедиле царству мир и дужи период стабилности. Краљ се потом окренуо Јерменији и напао њеног краља Артавазда. Јерменија је била приморана да призна врховну власт Партије, а њеног принца Тиграна Митридат је узео за таоца. Изгледа да је Митридат при крају своје владавине ушао у сукоб и са Селеукидским царством. Јосиф Флавије бележи да су Парћани напали извесну краљицу Лаодику, у чију је одбрану стао селеукидски краљ Антиох X Еусеб, који је у борби био заробљен или је погинуо. Јевсевије Кесаријски, са друге стране, говори да је Митридат Антиоху пружио уточиште, пошто је он био поражен у грађанском рату.
Митридат је хваљен због своје храбрости и успешних војних похода код Јустина. Међутим, изгледа да је Митридат највећи део владавине посветио консолидацији царства, попут свог стрица Митридата I. Последица његове политике била је та да су границе царства остале релативно стабилне у току наредна три века. Од 108. п. н. е. Митридат је почео редовно да користи титулу великог краља, коју ће користити сви наредни владари Партског царства.

## Односи са Кином
У тренутку Митридатовог ступања на престо Кина династије Хан већ је била упозната са постојањем Партског царства, које је тамо називано Анси. То је била последица деловања Џанг Ћена, који је као царев изасланик путовао средњом Азијом од 138. п. н. е. до 126. п. н. е. Џанг Ћен је темељно проучио партску државу, друштво, географију, производњу и обичаје и по повратку је цара Вуа известио о свему што је сазнао. Године 119. п. н. е. Џанг Ћен је са великом пратњом поново био послат у средњу Азију. У се налазило више од 300 чувара и изасланика са акредитивима, од којих је свако понаособ био је снабдевен са два коња, а пратило их је и велико крдо волова и стадо оваца. Ова делегација посетила је и Митридата, који је, када је она кренула назад, у знак поштовања према цару послао и своје изасланике у Чанган, престоницу Хана.
Џанг Ћенова путовања била су увертира у настанак Пута свиле, мреже путева који су почињали у царству династије Западни Хан и завршавали се у Партском царству. Када су отворени ови путеви, двор Хана је слао пет или шест делегација, а можда чак и више од 10 делегација годишње у Партију. Свака делегација састојала се од више стотина чланова. Чак су и мање делегације имале више од стотину чланова. Одлазак и повратак ових делегација трајао је до осам или девет година. Делегати су у Партију носили сирову и прерађену свилу, лаковану робу и предмете од гвожђа, доносили су технологију ливења гвожђа и методе копања бунара. Парћани су у Кину слали расне коње, камиле, зачине, грожђе, нар, луцерку, сусам, краставац, грашак и орах. Од отварања овог пута, Партско царство је неколико стотина година била држава са којом је Кина имала највећу размену.

## Први контакти са Римом
У другој половини 90-их п. н. е. када је Луције Корнелије Сула, римски намесник Киликије, интервенисао у Кападокији и дошао до обале Еуфрата, посетила га је парћанска делегација коју су предводили Парт и Оробаз. Ово је био први додир између Рима и Партског царства. Парћанска делегација је преносила учтиве поздраве краља Митридата, уверавајући Сулу и краља Ариобарзана од Кападокије у своје мирољубиве намере. Међутим, по Плутарху, Сула се понео непристојно и охоло према Оробазу тако што је столице распоредио тако што је себи заузео почасно место у средини, између Ариобарзана и Оробаза, због чега је Митридат дао смакнути Оробаза по његовом повратку.

## Крај владавине
Митридатов крај владавине обавијен је велом тајанствености, јер недостају извори за тај период. Јустин се у свом делу после описивања општих црта Митридатове владавине окреће историји Јерменије и враћа се причању о Партији тек описујући долазак на власт Орода II 57. п. н. е. Сва је прилика да је краљ умро око 88. п. н. е. Његова смрт изазвала је читав низ грађанских ратова. Обично се узима да га је на престолу наследио Готарз I, који се борио око престола са Ородом I. Могуће је да су обојица Митридатови синови. У сваком случају, између Митридатове смрти и 75. п. н. е. дошло је до нове инвазије номада, који су за краља поставили Санатрука, Митридатовог стрица или брата од стрица.